# Библиографическое описание
Библиографическое описание — совокупность библиографических сведений о документе (в новейшей терминологии — информационном ресурсе), его составной части или группе документов (ресурсов), приведённых в соответствии с определёнными правилами и являющихся результатом аналитико-синтетической переработки информации.

## Международное стандартное библиографическое описание
Международное стандартное библиографическое описание (англ. International Standard Bibliographic Description, ISBD) представляет собой набор правил библиографического описания, составленный Международной федерацией библиотечных ассоциаций и учреждений в отношении широкого спектра библиотечных материалов. Консолидированное издание правил ISBD, выпущенное в 2011 году, заменило более ранние отдельные международные стандарты библиографического описания. Русский перевод Консолидированного издания правил ISBD, выполненный Российской государственной библиотекой по инициативе Межрегионального комитета по каталогизации и при финансовой поддержке Российской библиотечной ассоциации, опубликован в 2014 году.

## Национальный стандарт Российской Федерации
С 1 июля 2019 года на территории Российской Федерации действует ГОСТ Р 7.0.100—2018 «Библиографическая запись. Библиографическое описание», учитывающий требования Консолидированного издания правил ISBD. Национальный стандарт Российской Федерации разработан Федеральным государственным унитарным предприятием «Информационное телеграфное агентство России (ИТАР-ТАСС)» филиал «Российская книжная палата», Федеральным государственным бюджетным учреждением «Российская государственная библиотека», Федеральным государственным бюджетным учреждением «Российская национальная библиотека». Документ утверждён Приказом Федерального агентства по техническому регулированию и метрологии от 3 декабря 2018 года № 1050-ст и введён в целях унификации библиографического описания всех видов информационных ресурсов в соответствии с международными правилами, а также обеспечения совместимости данных и процессов обмена информацией на национальном и международном уровнях. Национальный стандарт является базовым документом в России для подготовки различных нормативно-методических материалов по библиографическому описанию отдельных видов ресурсов.

## Объекты библиографического описания
Объектами составления библиографического описания являются все виды опубликованных (в том числе депонированных) и неопубликованных ресурсов на любых физических носителях и/или в информационно-телекоммуникационных сетях: книги, нотные, картографические, аудиовизуальные, изобразительные, сериальные издания, нормативные и технические документы, интегрируемые ресурсы, электронные ресурсы, микроформы и другие ресурсы, а также составные части ресурсов, группы однородных и разнородных ресурсов.
Так, на основе 10 тысяч случайно отобранных библиографических описаний с портала Российской государственной библиотеки было установлено, что 61% из них представлены книгами, 17% — статьями, 15% — диссертациями, 5% — электронными документами на оптических носителях и 2% — другими источниками.
По количеству частей различают объекты описания, состоящие из одной части (одночастные объекты), и объекты описания, состоящие из двух и более частей (многочастные объекты). Одночастным объектом библиографического описания является одночастный ресурс или отдельная единица многочастного ресурса: отдельный том многотомного ресурса, отдельный компонент комплектного или комбинированного ресурса, отдельный выпуск сериального ресурса, отдельная итерация интегрируемого ресурса. Многочастным объектом библиографического описания является многочастный ресурс: многотомный, комплектный, комбинированный, сериальный или интегрируемый.
Объектом библиографического описания также может быть составная часть одночастного ресурса или единицы многочастного ресурса.

## Области библиографического описания
В состав библиографического описания входят следующие области в приведённой ниже последовательности:
- область заглавия и сведений об ответственности;
- область издания;
- специфическая область материала или вида ресурса;
- область публикации, производства, распространения и т. д.;
- область физической характеристики;
- область серии и многочастного монографического ресурса;
- область примечания;
- область идентификатора ресурса и условий доступности;
- область вида содержания и средства доступа.

Области описания состоят из элементов, которые делятся на обязательные, условно-обязательные и факультативные. В зависимости от набора элементов различают:
- краткое библиографическое описание (содержит только обязательные элементы);
- расширенное библиографическое описание (содержит обязательные и условно-обязательные элементы);
- полное библиографическое описание (содержит обязательные, условно-обязательные и факультативные элементы).

Обязательными элементами являются библиографические сведения, обеспечивающие идентификацию ресурса и приводимые в любом описании. Если обязательный элемент является общим для описаний, из которых состоит библиографический ресурс, и вынесен в заглавие библиографического ресурса или его части, то его можно не повторять в каждом описании (например, имя автора в указателе трудов одного автора, имя издателя в издательском каталоге, дату издания в хронологическом списке работ и т. п.).
Условно-обязательными элементами являются библиографические сведения, необходимые для идентификации ресурса в отдельных случаях: если для этой цели недостаточно обязательных элементов, а также если приведение условно-обязательных элементов диктуется задачами конкретного информационного массива.
Факультативными элементами являются библиографические сведения, обеспечивающие дополнительную библиографическую характеристику ресурса. Набор факультативных элементов определяет библиографирующая организация. Для конкретного информационного массива он должен быть постоянным.

## Функции библиографического описания
Каждое библиографическое описание выполняет определённые функции, важнейшей из которых является идентификация. Её суть заключается в том, что она позволяет обнаружить тождество некоторых документов, отличать их друг от друга, при этом не видя их. Благодаря библиографическому описанию можно разыскать документ по тем признакам, которые присущи только ему. То есть первая функция является шагом для следующей, поисковой функции, связанной с функцией выбора, так как совокупность сведений, приведённых в библиографическом описании, даёт представление о документе и тем самым помогает выбрать тот, который наиболее соответствует потребностям пользователя.
Также к основным функциям относится информационная, информирующая о произведении, его содержании, назначении. Отдельным её случаем является сигнальная функция, так как библиографическое описание сообщает о новом документе, о поступлении книги в библиотеку.
Три основные функции библиографического описания — идентифицирующая, информационная и поисковая — связаны между собой и используются в различных видах библиографического описания. В различных ситуациях приоритеты их использования меняются. Например, при обработке новых поступлений в библиотеку или информационного центра главную роль играет идентифицирующая функция библиографического описания, а в издательских каталогах — информационная.
Учётно-регистрационная функция заключается в том, что описание позволяет осуществлять учёт и регистрацию документов как на общегосударственном уровне, так и на уровне того или иного учреждения. Организационная функция — это формальные признаки документа, которые могут быть основой для группировки записей в конкретном поисковом массиве.